# قلعه فیشور
 قلعهٔ فیشور  یا ( قلعه قلات پیشور ) نام قلعه‌ای تاریخی واقع در دهستان فیشور از توابع [[بخش مركزى  /در شهرستان اوز فارس است، این قلعه یکی از معالم بارز این دهستان است.
«قلعه فیشور» طی شماره۱۶۶۸۲توسط معاونت حفظ و احیای آثار تاریخی میراث فرهنگی، صنایع دستی و گردشگری در فهرست آثار ملی ایران به ثبت رسید.
این قلعه در غرب دهستان (فیشور  FISHVAR) و در یک کیلومتری چهار طاقی محلچه واقع شده که در کنار آن خانه، نخلستان و دو باب آب‌انبار (برکه) به چشم می‌خورد.
 قلعهٔ فیشور  روی تپه‌ای به ارتفاع سه متر بنا شده و دارای چهار برج دیده‌بانی در چهار گوشه‌اش است که با توجه به مصالح بکار رفته در بنا و معماری آن، ساخت آن به دوره ساسانیان می‌رسد.
پلان بنا مربع است و دارای دو حصار تو در توست که در هر ضلع حصار درونی دارای سه طاق می‌باشد.
- منبع : خضرى احمد ، جلوه هاى كهن (نگاهى به آثار تاريخى اوز) ، تهران پيروز شابك١-٧٣٦٤٢٩-٦٠٠-٩٧٨

## درب ورودی
درب ورودی قلعه در ضلع جنوبی به صورت نیم دایره‌است که امکان دید مستقیم به داخل بنا را غیرممکن می‌سازد، برج قلعه کاملاً مدور است که این دو موضوع از ویژگی‌های بارز این اثر تاریخی است.

## دیواره‌های داخلی
دیواره‌های داخلی بنا در نیم ستون زیر سقف دارای سوراخهایی به قطر ۲۰سانت و به عمق  ۵۰ سانتی‌متر است که احتمالا جهت نگه داشتن تیرهای چوبی سقف کاربرد داشته‌است.
قلعه قلات فیشور در دوران گذشته به عنوان قلعه کارآیی داشته و اینک در فاصله سه متری از ضلع شرقی آن میله‌ای به ارتفاع پنج متر نصب گردیده و قسمتی از تپه در ضلع جنوبی برای خیابان کشی تخریب گردیده‌است.
این قلعه در مسافت ۳۷۸ کیلومتری جنوب شرقی شیراز قرار دارد.
دیدن این قلعه باستانی و شگفت‌انگیز است.

## منبع
- اقتداری، لارستانی، احمد. (لارستان کهن)  ج۱. چاپ اول، شرکت انتشارات جهان معاصر، تهران چاپ اول، سال ۱۳۷۱ خورشیدی.